# Annette Clotilde Portugal Macedo
Annette Clotilde Portugal Macedo (Curitiba, 3 de dezembro de 1894 – julho de 1963) foi uma escritora, poetisa e educadora brasileira.

## Biografia
Annette Portugal Macedo nasceu no Alto do São Francisco, Curitiba, na segunda-feira, 3 de dezembro de 1894. Filha do Dr. Francisco de Azevedo Macedo e de d. Clotilde Portugal Macedo. Aprendeu a ler em casa com a ajuda de sua avó materna e quando entrou na Escola Americana de Curitiba, destacou-se como excelente aluna. Também estudou no Colégio Santos Dumont e logo após ingressou na Escola Normal de Curitiba na qual diplomou-se em 1911.
Iniciou suas atividades como professora na Escola Retiro Saudoso, construída na chácara de seu pai e formou as primeiras turmas através de convites, diretamente aos pais de seus futuros alunos, de casa em casa.
Em 1916 foi designada como auxiliar da cadeira de Pedagogia na Escola Normal de Curitiba e em 1918 foi diretora no Grupo Escolar Rio Branco. De auxiliar na Escola Normal, passou a professora catedrática da instituição quando defendeu a tese “Felicidade pela Educação”, passando assim, a lecionar as disciplinas: sociologia, didática, pedagogia, metodologia prática de ensino, higiene e agronomia. Em 1931, como professora de pedagogia num curso especial da Escola Normal, teve como aluna a futura poetisa Helena Kolody.
Em 1927, ela e seu pai, Francisco R. A. Macedo, organizaram e fundaram a Escola Maternal da Sociedade Socorro aos Necessitados, a primeira escola maternal do Paraná.
Annette Macedo assinalou sua trajetória na educação paranaense, marcando presença não só como professora e diretora, mas também publicando artigos em diversas revistas e jornais, além de lutar, incansavelmente e por todo o seu estado natal, contra o analfabetismo.
Foi escritora (são três livros: Felicidade pela Educação, Crianças, enlevo do meu viver e Os Meus) e poetisa, sendo eleita para a antiga Academia de Letras do Paraná. Também foi membro do Centro Paranaense Feminino de Cultura e lecionou até o final de sua vida.
Seu falecimento ocorreu em julho de 1963, aos 68 anos e 07 meses de idade em sua cidade natal.
Em 1964 a Prefeitura Municipal de Curitiba concedeu à justa homenagem a professora Annette ao determinar que uma das vias do bairro Capanema (futuro bairro Jardim Botânico) fosse denominada de Rua Profª. Annette Macedo.